# 恐怖の山
『恐怖の山』（きょうふのやま、夜歩く石像、原題：英: The Horror from the Hills）は、アメリカ合衆国のホラー小説家フランク・ベルナップ・ロングによる短編ホラー小説。クトゥルフ神話の1つであり、ハワード・フィリップス・ラヴクラフトの見た夢を題材としている。関連作品である、ハワード・フィリップス・ラヴクラフトの『古えの民』についても解説する。
『ウィアード・テイルズ』1931年1月号、2・3月合併号に掲載された。1963年にアーカムハウスから単行本としても刊行されている。単品の神話作品としてはボリュームが大きく、日本の青心社文庫版で120ページほどある。原題と訳題の「恐怖の山」はローマ時代（夢）パートに着眼したタイトルである。また意訳邦題「夜歩く石像」は、ストレートに石像邪神を指す。

## 解説

### 執筆
ラヴクラフトは、1927年10月31日に見た夢の内容を、小説に仕立てようとした。このことは夢の内容と共に、友人宛の手紙に記して伝えている。しかし最終的にはプロットをロングに譲り、本作『恐怖の山』が誕生した。本作内のローマ時代スペインパートは、ほぼラヴクラフトの見た夢の内容がそのまま用いられている。またラヴクラフトの没後に、先述の手紙から夢の部分が抜き出されて『古えの民』という「作品」として発表された。この書簡は作品が収録された青心社文庫の同11巻に補足資料として収録されている。

### 日本での評価
東雅夫は『クトゥルー神話事典』にて、「クトゥルー神話版『吸血鬼ドラキュラ』といった趣もある力作中編」「夢語りの形で作中に登場する、古代ローマ時代の印象的なエピソードには、ラヴクラフト自身の見た夢が、本人の承諾を得て活かされている（学研『夢魔の書』参照）」と述べる一方、唐突に超化学兵器を持ち出すところが、いかにも往時のパルプ・ホラーらしいとしている。
朱鷺田祐介は、本作の魅力を「チャウグナル・ファウグンという古代の吸血神の1体がマンハッタンによみがえるという筋立てである。」とし、「恐ろしい神像が美術館に運ばれるあたりは実に雰囲気がよい」とも述べる一方、終盤で時空機という超兵器が出てくる点は「パルプ作家であるロングの限界点とも言える」と指摘している。

## あらすじ
ローマの時代、ピレネー山中に住む人外ミリ＝ニグリ族は、ポンペロの町の人間をさらい、邪神チャウグナル・ファウグンへの生贄とする。ローマの総督から300人の討伐隊が派遣されるが、邪神の反撃に遭い、空が消え山がうねるという異常な状況で壊滅する。勝利したチャウグナル・ファウグンは力を温存するために東洋のツァン高原へと移動し、意見が分かれた<兄弟たち>はピレネーに残る。
20世紀、マンハッタン美術館の調査員のアルマンは、遭難しつつもツァン高原の洞窟にたどり着く。チャウグナル・ファウグンを崇拝する大神官は、「神は白人の手で洞窟を出て、世界を制覇する」という予言に則り、アルマンに神像を押し付ける。生きた石像である神は、アルマンの血を啜りながら、アメリカへと到着する。
美術館に帰還したアルマンは、上司のアルジャナン・ハリスに、ツァンの神像を持ち帰ったことを告げ、神像に血を吸われていることを主張する。アルジャナンはアルマンのケガと労をねぎらいつつも、彼の正気を疑う。対面の最中にアルマンは急に心不全を起こし、神像を破壊しろと言い残して力尽きる。アルマンの顔は変質しており、また遺体は異様な速さで腐敗が進む。
その後、美術館で夜警が殺される。遺体はしなびて、大量の血が邪神像にかかっていた。近所に住む中国人が捕まるが、彼は「夢の中で神のいけにえとして呼び出された」「神は自分ではなく、夜警の血を吸った」と主張する。警察は彼を殺人犯とみなすが、アルジャナンは彼が不運な目撃者と見抜く。続いてアルジャナンは邪神像を見て、鼻の位置が昨日と変わってることに気づく。
アルジャナンは学術の権威であるイムバート博士に相談するが、彼を以てしても神像は完全に未知で異質な遺物であった。続いてアルジャナンから2人の怪死を聞いたイムバート博士は手に負えないとし、オカルティストのロジャー・リトルを紹介する。
そのころ、アメリカから遠く離れたスペインのピレネー山中で、虐殺事件が発生する。
アルジャナンとスコラド館長の2人はリトルと面会する。アルジャナンが「チャウグナル・ファウグン」の名前を出し、石が動いて人を殺したことを説明すると、リトルは高慢な態度を一変させ、己が見た前世の夢――邪神によるローマ軍の蹂躙の様子を語る。そこへ、アルジャナン宛に神像が美術館から誰にも気づかれることなく消えたという連絡が寄せられる。状況を理解したリトルは、協力する姿勢を見て、自らが開発した「時空機」を提供する。犠牲者が増え続け、さらなる混乱が予見される中、3人は夜のうちに決着をつけるべく追跡を開始する。
3人は時空機を自動車に乗せ、被害状況から邪神の位置を推測する。ミッドタウンからジャージイ海岸に至る一帯を捜索し、動く石像を発見する。一行は自動車で石像を追いかけ、装置の光線を当ててダメージを与えるものの、標的の岩石の年季に加え、素早く動き回るために仕留めきれない。足跡、咆哮、悪臭などからさらなる追跡を続け、湿地帯へと乗り込む。3人は車を降りて、手持ちで装置を運び、邪神を沼地に追い込み足場を封じたところで、光線を照射し続け、神像を崩壊させる。倒したと思って気が緩んだ瞬間、邪神は復活して攻撃してくるも、3人に危害が届く前に消滅し、時空の彼方へ送り返される。邪神の消滅に連動して、スペインで暴れていた<兄弟たち>も消滅する。
リトルは、チャウグナル・ファウグンは神ではなく、異次元から来た有害な吸血生物と断言したうえで、遠い未来に再び時空の彼方から戻ってくるかもしれないが、そのときも夢やテレパシーで予兆があるだろうと締めくくる。

## 登場人物・用語
ジョージ・フランシス・スコラド博士
マンハッタン美術館の館長。最初はリトルの時空機を信じなかったが、見直して協力する。
アルジャナン・ハリス
主人公の一人。美術館の考古学部門の主任学芸員。26歳。エリート気質で、当初は合理的に納得しようとしたが、常軌を逸した怪死事件が続いたことでリトルに救援を要請する。
ロジャー・リトル
主人公の一人。心理学者・オカルティスト。かつては犯罪調査員をしていたが、表社会から隠遁して、小説家になろうと考える。チャウグナル・ファウグンについて聞くと真剣になり、自ら開発した「時空機」で撃退を図る。
リチャードスン
故人。先行の冒険者。三日間の拷問に耐えて解放され、生還した後に、ツァンの象神を著書に記す。彼の著書をアルジャナンとアルマンは読んでいる。
クラーク・アルマン
美術館の考古学調査員。捕虜となり、邪神像をアメリカに運ばせられる。吸血されたことで、顔面は変質し、体も衰弱して、美術館へ帰還した後に急死する。
ヘンリイ・C・イムバート博士
高名な人類学者。邪神像のルーツが全くわからず、さらに殺人事件の話を聞いて手に負えないと言い、リトルを紹介する。
L・カエリウス・ルフス
ロジャー・リトルの前世。イタリア生まれのローマ人。騎士身分の文官。ピレネーに配属され、ミリ＝ニグリ討伐隊に参加するが、邪神の反撃に遭い壊滅する。
時空機
ロジャー・リトルが開発した機械。2人がかりで持ち運びが可能で、車載もできる。
エントロピーを逆転させる装置。光を照射して物体の時間を戻す機能があり、10分間光を照射することで10億年の時間を戻す。1秒照射しただけでも144万年戻るため、人間ならば即死する。

## チャウグナル・ファウグンと怪物たち

### チャウグナル・ファウグン

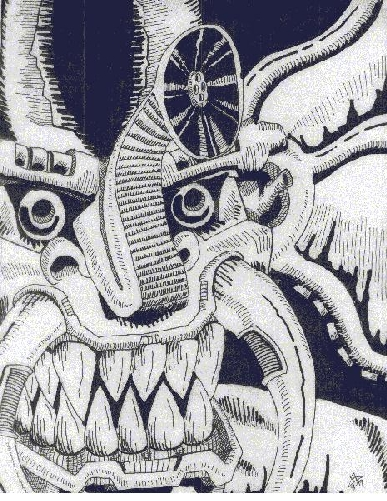
チャウグナル・ファウグン（想像図）

邦訳ぶれで、チャウグナー・フォーンとも表記される。
体長4フィート（1.2メートル）ほどの、象に似た姿の邪神で、地球に飛来した際に岩石に受肉している。一見すると胡坐をかいた姿勢の緑色の石像のようなすがたをしており、鼻の先端から他生物の血液を啜り取る。
崇拝者たちは、宇宙を創造して満たす普遍神、時間を越えた万物の総体だと崇拝し、洞窟を出て世界の全てを食らい尽くすと言い伝えている一方、リトルは、神ではなく異次元から来た吸血生物にすぎないと断言する。
クトゥルフ神話の神にしては珍しく人間的な感情もあり、卓越した能力や意志を示したものをあえて見逃して生きながらえさせることがある。
この邪神には<兄弟たち>がいる。チャウグナル・ファウグンと姿のよく似た同胞たちであり、本体よりも力は弱い。本体とは離れながらにして結びついている。本体と対立したことで、本体からは再起後にむさぼり喰らうと言い渡されている。
後にクトゥルフ神話TRPGの設定にて、チャウグナル・ファウグンはチョー・チョー人の神とされる。

### ミリ＝ニグリ族
チャウグナル・ファウグンが、スペインで両生類から作り出した奉仕種族。兄弟たちと仲違いした神を、スペインから中央アジアにあるツァン高原まで運んだ。
ラヴクラフトの短編『古えの民』のタイトルキャラクターであり、『古えの民』では黄色い肌の民族として描かれる一方、『恐怖の山』では浅黒い肌の人外として描かれている。人外の奉仕種族としたのはロングによるアレンジである。
クトゥルフ神話の、いわゆる「奉仕種族」の中では初期のものにあたる。奉仕種族としては、ダーレス『潜伏するもの』のチョー・チョー人や、ラヴクラフト『インスマウスの影』などの深きものどもが挙げられる（ともに1931年ごろ執筆）が、それらよりも登場が早い。
後にクトゥルフ神話TRPGの設定にて、ミリ＝ニグリと人間の混血の子孫がチョー・チョー人とされる。

### <マグヌム・イノミナンドゥム>
<マグヌム・イノミナンドゥム> Magnum Innominandum。
ラヴクラフトが見た夢と、死後発表短編『古えの民』に登場する邪神（神々）。『恐怖の山』のローマ時代の場面に登場するチャウグナル・ファウグンは、この存在をロングが置き換えたものである。
ラテン語で「大いなる名状しがたきもの」（大無名者、などとも）を意味するこの名称は、ローマ人による仮称であり、 この名称は、ラヴクラフトの『闇に囁くもの』やロバート・ブロックの『星から訪れたもの』にも登場している。さらにこの神格は、リン・カーターが後付け設定で、<無名の霧>（アザトースの子で、ヨグ＝ソトースの親）の別名としてクトゥルフ神話に再導入されることになる。

## 関連作品
- ティンダロスの猟犬 - ロングの過去作。ハリスの前任者であるハルピン・チャーマズが登場する。
- 足のない男 - ドナルド・ワンドレイの神話。同様に、博物館の現地調査員が語るホラー。
- 墳墓に棲みつくもの - リン・カーターの神話。ツァン高原を舞台とする。本作への言及があるが、時系列が不明瞭。

## 収録
The Horror from the Hills
- 『クトゥルー11』青心社、東谷真知子訳「恐怖の山」
- 『真ク・リトル・リトル神話大系4』国書刊行会、根本政信訳「夜歩く石像」
- 『新編真ク・リトル・リトル神話大系1』国書刊行会、根本政信訳「夜歩く石像」

古えの民
- 『定本ラヴクラフト全集4』福岡洋一訳
- 『『ネクロノミコン』の物語 新訳クトゥルー神話コレクション2』星海社FICTIONS、森瀬繚訳「往古の民」